# Xilithus vulpes
Espèce
Synonymes
- Phrurolithus vulpes Kamura, 2001

Xilithus vulpes est une espèce d'araignées aranéomorphes de la famille des Phrurolithidae.

## Distribution
Cette espèce est endémique du Japon. Elle se rencontre à Honshū et à Kyūshū.

## Description
Le mâle holotype mesure 2,98 mm et la femelle paratype 4,55 mm.

## Systématique et taxinomie
Cette espèce a été décrite sous le protonyme Phrurolithus vulpes par Kamura en 2001. Elle est placée dans le genre Otacilia par Kamura en 2005, dans le genre Acrolithus par Kamura en 2022. Acrolithus Liu & Li, 2022, préoccupé par Acrolithus Freytag & Ma, 1988, a été remplacé par Xilithus par Lin et Li en 2023.

## Publication originale
- Kamura, 2001 : « Seven species of the families Liocranidae and Corinnidae (Araneae) from Japan and Taiwan. » Acta Arachnologica, vol. 50, no 1, p. 49-61 (texte intégral).